# Епархия Пласенсии
Епархия Пласенсии (лат. Dioecesis Placentina, исп. Diócesis de Plasencia) — католическая епархия латинского обряда в Испании.
Большая часть территории епархии находится в провинции Касерес, в том числе и центр епархии — город Пласенсия. Небольшие части территории епархии также расположены в провинциях Бадахос и Саламанка.
Епархия Пласенсии была образована папой Климентом III в 1189 году по просьбе короля Кастилии Альфонсо VIII, который основал город в 1186 году как укреплённый пункт в период Реконкисты. Со времени своего основания епархия была суффраганом архиепархии Сантьяго-де-Компостела, в 1994 году перешла в подчинение вновь созданной архиепархии Мериды-Бадахоса.
Епархия является суффраганной епархией для митрополии Мериды Бадахоса. С 2017 года епархию возглавляет епископ Хосе Луис Ретана Госало. Кафедральный собор епархии — Новый собор Святой Марии в Пласенсии.
По данным на 2016 год епархия насчитывала 261 853 католиков, 200 приходов и 177 священников.